# Lubow Rusanowa
Lubow Pietrowna Rusanowa (ros. Любовь Петровна Русанова; ur. 2 lutego 1954 w Krasnodarze) – radziecka pływaczka specjalizująca się w stylu klasycznym, wicemistrzyni olimpijska i wicemistrzyni świata.

## Kariera
W sierpniu  1973 roku podczas uniwersjady w Moskwie zwyciężyła na dystansie 100 m stylem klasycznym (1:15,54). Kilka tygodni później na mistrzostwach świata w Belgradzie w tej samej konkurencji zdobyła srebrny medal, uzyskawszy czas 1:15,42.
Podczas igrzysk olimpijskich w Montrealu w 1976 roku wywalczyła srebrny medal na dystansie 100 m stylem klasycznym (1:13,04). W konkurencji 200 m stylem klasycznym z czasem 2:36,22 zdobyła brązowy medal.